# Golouh
Golouh je priimek v Sloveniji, ki ga je po podatkih Statističnega urada Republike Slovenije na dan 1. januarja 2010 uporabljalo 71 oseb in je med vsemi priimki po pogostosti uporabe uvrščen na 5.794. mesto.

## Znani nosilci priimka
- Rastko Golouh (*1938), zdravnik patolog
- Rudolf Golouh (1887—1982), književnik, novinar in politik